# Paew Snidvongseni
Thanphuying Paew Snidvongseni, (in thailandese แผ้ว สนิทวงศ์เสนี), nata Paew Suddhiburana (in thailandese แผ้ว สุทธิบูรณ์) (Chachoengsao, 25 dicembre 1903 – Bangkok, 24 settembre 2000), è stata una ballerina thailandese esperta di danza thailandese.

## Biografia
Paew Suddhiburana fu presentata al palazzo del principe Asdang Dejavudh all'età di otto anni e apprese l'arte dagli istruttori reali. Alla fine sposò il principe, ma il principe morì giovane all'età di 36 anni. Paew si risposò con Mom Rajawongse Tan Snidvongs (chiamato Mom Snidvongseni), che era un diplomatico, e così poté osservare le culture della danza di vari paesi durante i loro frequenti viaggi. In seguito si unì al Dipartimento di Belle Arti come esperta di danza thailandese. Ha dato nuove interpretazioni e creato numerosi stili di danza, ispirandosi alle movenze estere così come ai metodi tradizionali. Per il suo contributo all'arte, è stata nominata Artista Nazionale nelle arti dello spettacolo nel suo premio inaugurale nel 1985.

## Onorificenze
- - Ordine di Chula Chom Klao - seconda classe inferiore [3]
- - Ordine della Corona della Thailandia - classe speciale [4]